# Иоанн Чешский
Иоанн Пустынник (Иоанн Чешский) — святой, первый чешский пустынник, предположительно — сын князя бодричей Гостомысла, погибшего в 844 году в сражении с войсками Людовика Немецкого. Иоанн прожил 42 года в пещере в чешских лесах недалеко от Праги, после чего встретил князя Боривоя I, мужа св. Людмилы Чешской, причастился Святых Тайн в церкви в замке Тетин и вскоре умер. По преданию, Боривой построил часовню под скалой, в которой находилась пещера отшельника. На месте часовни затем была построена большая церковь и основан монастырь. В 1584 году монахами монастыря были обретены мощи святого Иоанна, укрытые братией во времена гуситских войн. Входит в список Собора Карпаторусских святых.
Известны три его жития:
- славянская легенда «о пустыннике Иване короловиче корвацкомъ», является частью т. н. «рукописи Румянцевского музея», возникшей на Малой Руси в XVI—XVII вв.
- легенда капитульная
- в «Чешской Хронике» (1541) Вацлава Гайка из Либочан

## Славянская легенда
Боривой, князь моравский, христианин греческого обряда, будучи однажды на охоте, увидел лань и застрелил её из лука. Застреленная же лань побежала и, добежав к большому густому лесу под горами, с которых текла чистая вода, легла. И вылилось из неё молока столько, что люди Боривоя напились того молока досыта. Вскоре сошел с гор тех муж страшный и косматый и обратился к Боривою, называя его по имени: «Зачем ты мою лань убил?» Князь же и люди с ним изрядно его испугались. Спросил его князь: «Кто ты? И что ты тут делаешь?» Он же ответил: «Я — Иван Хорватский, живу в сей пустыни, служа богу вот уже 42 года, никто меня до сего дня не видел кроме тебя. Зверь же сей мне дан Богом для пропитания». И позвал его Боривой с собой чтобы накормить. Он же ответил: «Пришли ко мне священника». И послал ему Боривой священника и коня. Он же на коня не сел, пошел пешком в храм, причастился святых таин, иного же ничего не ел и не пил. Затем опять возвратился в свою пустынь, где и жил. Взяв же чернила и бумагу, написал им, что он — сын короля корватского. И преставился, и был с честью погребён Боривоем. После погребения же его даровал Бог многие исцеления людям

## Капитульная легенда
По данным капитульной легенды, демоны искушали отшельника и он решил покинуть свою пустынь, но ему явился св.Иоанн Креститель и дал ему крест «на прогнание всяких супостатов».